# ذا أوريجونيان
ذا أوريجونيان هي أكبر صحيفة يومية في بورتلاند (أوريغون)، تمتلكها الشركة الأمريكية النشر المسبق.
تُعد الصحيفة الأقدم والأكتر استمراراً منذ صُدورها في الساحل الغربى لولايات المتحدة، أنشأها توماس دريار في 4 ديسمبر 1858، وتم إصدارها بشكل يومي عام 1861. هي الجريدة الأكبر في أوريغون وشمال غرب المحيط الهادي بالتداول والجريدة اليومية الأكبر في الدولة للقرن ال19. وتُنشر نسخة يوم الأحد تحت اسم أوريجونيان يوم الأحد.
1. 1 2  وصلة مرجع: http://www.oregon150.org/newspapers/.
2. 1 2 3  مذكور في: بوابة الرقم الدولي الموحد للدوريات. الرَّقم التَّسلسليُّ المِعياريُّ الدَّوليُّ (ISSN): 8750-1317. الناشر: ISSN International Centre. لغة العمل أو لغة الاسم: الإنجليزية.
3. 1 2  وصلة مرجع: http://www.usnpl.com/addr/aaddressresult.php?id=2592.
4. 1 2  "صحف.كوم". اطلع عليه بتاريخ 2020-10-05.
5. ↑  "Get The Oregonian Delivered To Your Home Or Business". The Oregonian. مؤرشف من الأصل في 2013-01-19. اطلع عليه بتاريخ 2009-02-16.
6. ↑  "About Oregonian Media Group (FAQ)"(20 June 2013). OregonLive.com. نسخة محفوظة 01 ديسمبر 2017 على موقع واي باك مشين.
7. ↑  "Steve Moss stepping down as president of Oregonian Media Group". The Oregonian. 25 يوليو 2016. مؤرشف من الأصل في 2018-11-17. اطلع عليه بتاريخ 2016-07-31.

## روابط خارجية
- ذا أوريجونيان على موقع الموسوعة البريطانية (الإنجليزية)
- ذا أوريجونيان على موقع روتن توميتوز (الإنجليزية)